# 小野蕪子

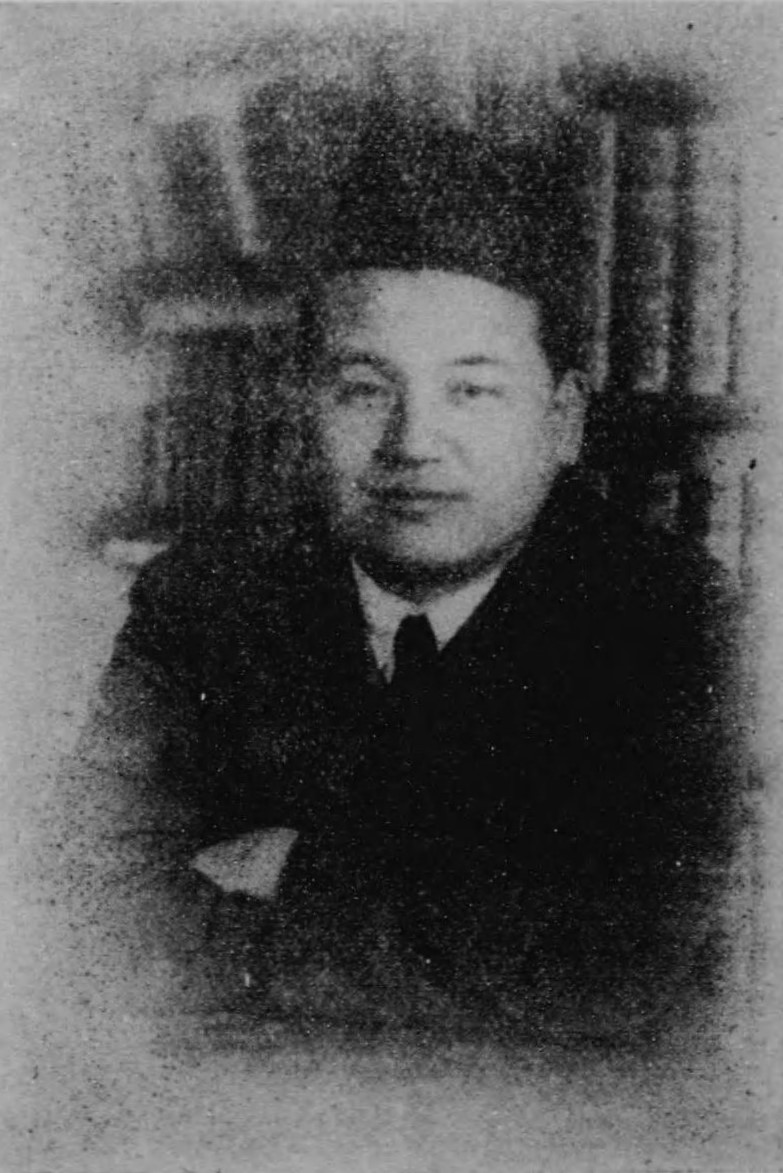
小野蕪子

小野 蕪子（おの ぶし、1888年7月2日 - 1943年2月1日）は、大正から昭和初期に活動した日本の俳人。本名は小野 賢一郎（おの けんいちろう）。

## 生涯
福岡県遠賀郡蘆屋村（現芦屋町）生まれ。16歳で小学校準教員検定試験に合格、代用教員となる。
1908年、大阪毎日新聞経営の毎日電報社に入社し、記者となった。連載記事「萬龍物語」を執筆し、文名を上げた。毎日電報は1911年に東京日日新聞社に吸収され（毎日新聞を参照）、同紙に連載小説「溝」（1911年）「蛇紋」（1912年）などを書いた。この頃は谷崎潤一郎の遊び相手の一人であり、小説家への転身も考えたが、上司に諌められ、新聞社に留まった。勤続26年、その間永く社会部長を務めた。当時の部下に子母沢寛がいる。この間、1919年に欧米を旅行している。
俳句は原石鼎の指導を受け、1918年に「草汁」を創刊した。1927年には「虎杖」選者となり、1929年に「鶏頭陣」と改題、主宰した。「健康なる俳句」を唱えた。
1935年、妻の多枝が逝去する。1938年、当時社団法人だった日本放送協会に迎えられて文芸部長となる。1941年、同業務局次長兼企画部長に就任し、第二次世界大戦中は日本俳句作家協会の常任理事、後に日本文学報国会俳句部会の審査委員を務めた。1943年に54歳で死去した。
俳句のほかに陶芸・古美術評論家としても活動し、『陶芸全集』を刊行した。

### 新興俳句弾圧事件
新興俳句運動・プロレタリア俳句運動などに対する新興俳句弾圧事件（京大俳句事件）の黒幕、あるいは特別高等警察への密告者とされる。戦後になって水原秋櫻子、中村草田男など多くの俳人が、小野から「特高のブラックリストを見た」などと恫喝されていたことが明らかになった。小野は自分が俳壇の主導権をとろうとして、草田男に「自分が逮捕状を預かっているから、きみはおとなしくするがよい」と発言した。

## 俳句作品
- 日本は南進すべし芋植うる（日本文学報国会編『俳句年鑑』収載）
- エレベーターに相天上す御慶かな（『現代俳句集』収載）

## 著書
多くは国会図書館デジタルコレクションで公開されている。
- 小説『溝』 (春陽堂、1912年)
- 女十篇・恋十篇（民声社、1915年)
- 女、女、女（興成館、1915年)　 - 「恋の照葉」「美妓萬龍」「東京の女」など
- 水の流れと（実業の世界社、1916年)
- 世界のぞ記（正報社、1919年)
- 洋行茶話（正報社、1920年)
- 明治・大正・昭和（1929年）
- 奥村五百子（先進社、1930年）
- 国宝巡礼記（私家版、1932年)
- 仏魔抄（双雅房、1935年)
- やきもの読本（宝雲舎、1938年）
- 句集『松籟集』（私家版、1935年）
- 句集『雲煙供養』（宝雲舎、1941年3月）

編著
- 陶器全集（25巻、民友社、陶器全集刊行会、1931-1933年）和装本